# ليا بوربورا
ليا بوربورا (بالإنجليزية: Lia Purpura)‏ (22 فبراير 1964، مينيولا في الولايات المتحدة)؛ كاتِبة، مترجمة وشاعرة أمريكية. درست في كلية أوبرلين.

## الجوائز
- زمالة غوغنهايم